# أطفال حمقى (مسرحية)
أطفال حمقى (بالإنجليزية: Stupid Kids)‏ هي مسرحية بقلم جون راسيل، نشرت لأول مرة من قبل شركة دراماتيستس بلاي سيرفيس في نيويورك، وعُرِضت للمرة الأولى في عام 1991. تدور أحداث المسرحية حول أربعة طلاب من مدرسة جوزيف مكارثي الثانوية حيث تتشابه المسرحية في الحبكة والجو العام وفي شخصياتها مع فيلم متمرد بلا هدف (بالإنجليزية: Rebel Without a Cause)‏.
وبعد تأدية العمل المسرحي في نيويورك، عُرضت المسرحية في سياتل وبوسطن.

## الحبكة
جيم معجب بجودي التي لديها صديق حميم وهو شاب رياضي معروف اسمه باز. بعد قيام الشرطة بعمل غارة على إحدى الحفلات الصاخبة يصادق جيم نيتشه (طفل فتي لقب نفسه نيتشه تيمنا بنيتشه) بينما تصاحب جودي فتاةً غير سوية اسمها كيمبرلي والتي تتبع للحركة النسوية شغب فتاة.بينما يتابع جيم وجودي بعضهما البعض من خلال الإجراءات الاجتماعية غير السارة في المدرسة الثانوية متخلين عن طبيعتهما المتمردة في سبيل توافقهما سويا، ولسوء طالعهما يقع كل من نيتشه وكيمبرلي في حبهما نيتشه -يقع في حب جيم -وتقع كيمبرلي في حب جودي. وفي نهاية المطاف، فإن تجربتهم تجعلهم أكثر بعدا عن التيار العام وما كانوا عليه، وعن المواضيع التي كانوا يحبونها.

## الشخصيات
- جيم ستارك: مراهق ذكوري، ساخط وعلى ما يبدو متمرد، وهو جديد في المدينة ومفتون بجودي.

- جودي نونان: مراهقة أنثوية، مثيرة، ومتمردة على ما يبدو، وهي مفتونة بجيم.

- جون «نيتشه» كروفورد: مراهق مثلي الجنس منبوذ، واقع في حب شديد لجيم.

- جين «كيمبرلي» ويلز: شابة مثلية الجنس منبوذة، تهوى جودي بشدة.

## روابط خارجية
- أطفال حمقى at the Internet Off-Broadway Database